# Fidelis Fuidio Rodríguez

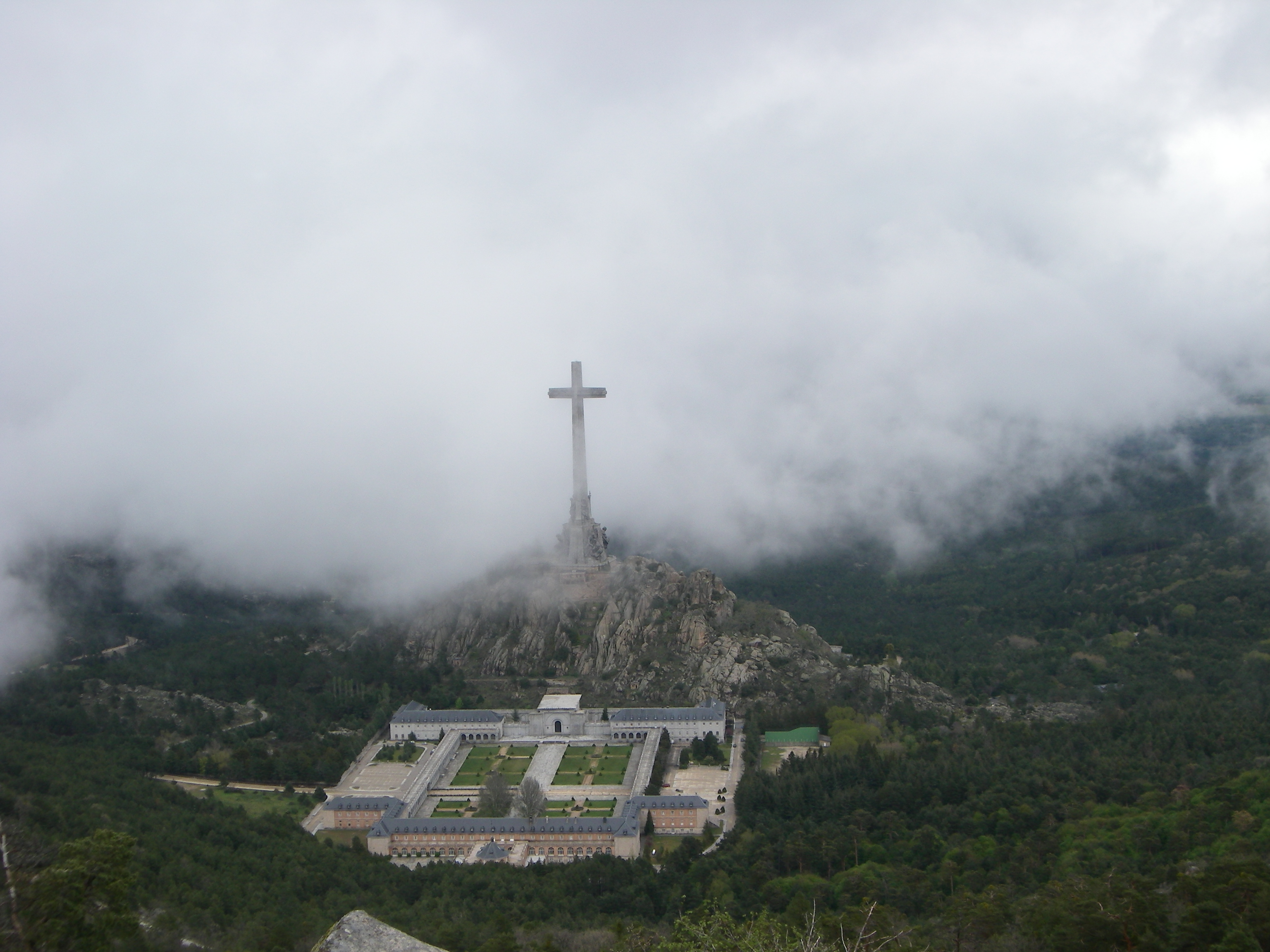
Mauzoleum ofiar hiszpańskiej wojny domowej Valle de los Caídos

Fidelis Fuidio Rodríguez hiszp. Fidel Fuidio Rodríguez (ur. 24 sierpnia 1880 w Yécora, zm. 17 października 1936 w Ciudad Real) – zamordowany w okresie hiszpańskiej wojny domowej, z nienawiści do wiary (łac) odium fidei, beatyfikowany brat z Towarzystwa Maryi, uznany przez Kościół katolicki za męczennika.

## Życiorys
Pochodził z wielodzietnej rodziny mieszczańskiej mieszkającej od jego urodzin w Vitoria – diecezja Vitoria (Baskonia). Po odbyciu postulatu w szkołach marianistów został przyjęty do nowicjatu i 8 września 1897 złożył pierwsze śluby zakonne. Gdy ukończył studia powołanie realizował ucząc łaciny i historii w szkołach marianistów w Jerez de la Frontera, Kadyksie, Madrycie (1910-1933) i Ciudad Real gdzie wykładał także w szkole państwowej. Wykonując zawód nauczyciela permanentnie podnosił swoje kwalifikacje zaś w pracy wychowawczej kierował się zasadą „sympatii w wychowaniu”. W stolicy uzyskał doktorat z historii i był jednym z pionierów prac archeologicznych w Madrycie. Jako zakonnik skrupulatnie przestrzegł zasad życia konsekrowanego. Był zawsze gotów nieść pomoc współbraciom. Był znakomitym katechistą i szczególnym kultem otaczał Najświętszą Maryję Pannę. Od 25 lipca 1936 roku, kiedy Gwardia Cywilna usunęła go z zajętej przez siebie uczelni ukrywał się. Do więzienia trafił 7 sierpnia za noszenie krucyfiksu na szyi. W procesie został uniewinniony i uwolniony 15 sierpnia. Tego samego dnia milicja uwięziła go w „domu ludowym”. Zastrzelony został w nocy z 16 na 17 października. Zwłoki męczennika zrzucone w przepaść doczekały się pochówku po dwudziestu czterech latach w mauzoleum upamiętniające ofiary wojny domowej w Hiszpanii Valle de los Caídos.

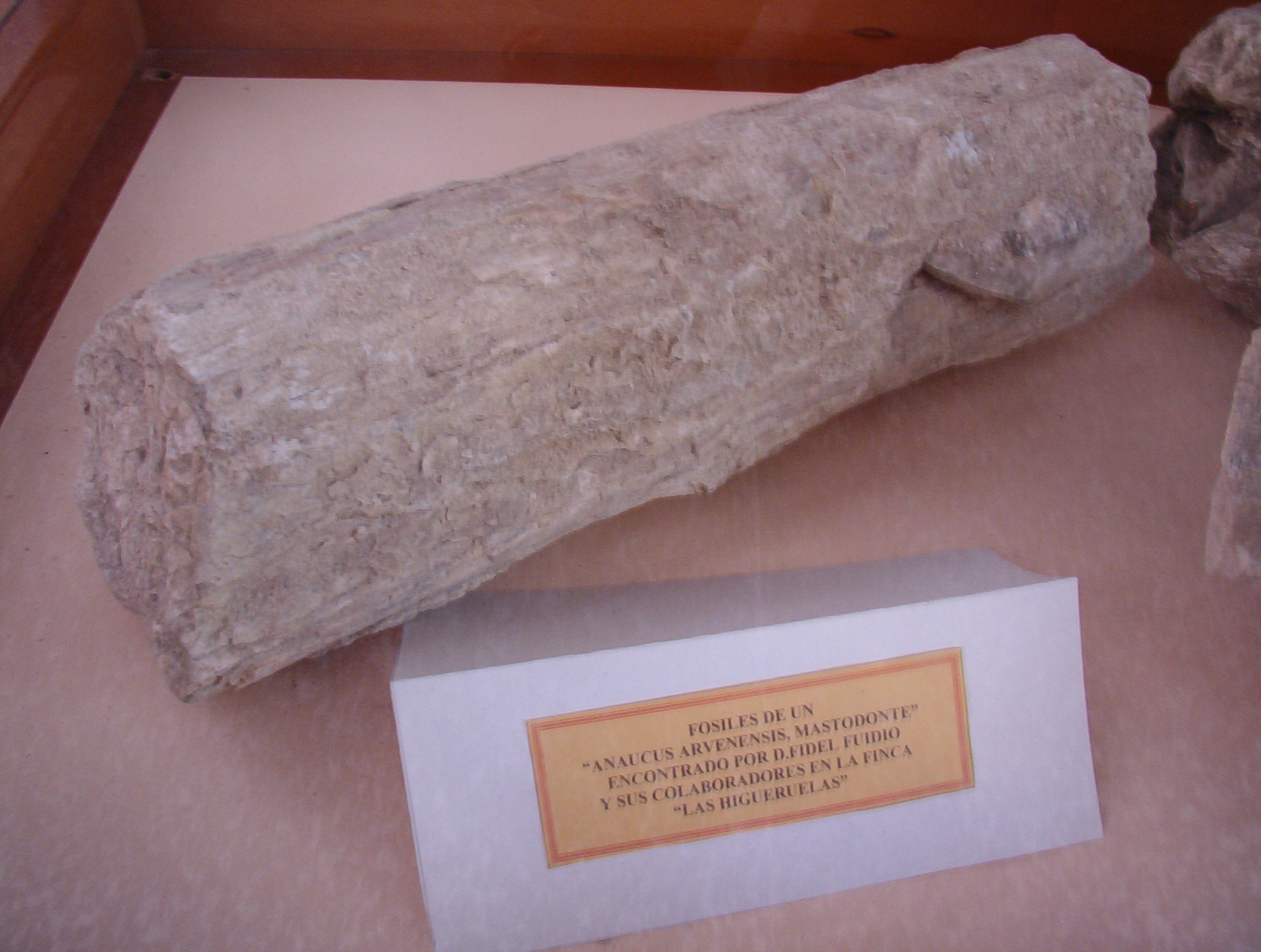
Eksponat archeologiczny znajdujący się w Kolegium Nuestra Señora del Prado wydobyty przez Fidelisa Fuidio Rodríguez'a.

## Znaczenie
1 października 1995 roku na rzymskim Placu Świętego Piotra papież Jan Paweł II dokonał beatyfikacji czterdziestu pięciu ofiar prześladowań antykatolickich wśród których był Fidelis Fuidio Rodríguez jako jeden z trzech „Męczenników z Towarzystwa Maryi”.
W Kościele katolickim dniem wspomnienia liturgicznego każdego z otoczonych kultem jest dies natalis zaś grupa błogosławionych trzech zamordowanych marianistów wspominana jest 18 września.
Atrybutem męczennika jest palma.